# Campeonato de Wimbledon 1948
La edición 62.º del Campeonato de Wimbledon se celebró  entre el 21 de junio y el 2 de julio de 1948 en las pistas del All England Lawn Tennis and Croquet Club de Wimbledon, Londres, Inglaterra.
El cuadro individual masculino lo iniciaron 128 jugadores mientras que el femenino  lo iniciaron 96 tenistas.

## Hechos destacados
En la competición individual masculina se impuso el americano Bob Falkenburg logrando el único título que obtendría en el torneo al imponerse en la final al australiano John Bromwich.
En la competición individual femenina la victoria fue para la estadounidense Louise Brough logrando el primer título que obtendría en Wimbledon al imponerse a  la estadounidense Doris Hart.

## Palmarés
| Seniors              | Vencedor                              | Resultado               | Finalista                | Finalista |
| -------------------- | ------------------------------------- | ----------------------- | ------------------------ | --------- |
| Individual masculino | Bob Falkenburg                        | 7–5, 0–6, 6–2, 3–6, 7–5 | John Bromwich            |           |
| Individual femenino  | Louise Brough                         | 6–3, 8–6                | Doris Hart               |           |
| Dobles masculino     | John Bromwich Frank Sedgman           | 5–7, 7–5, 7–5, 9–7      | Tom Brown Gardnar Mulloy |           |
| Dobles femenino      | Louise Brough Margaret Osborne duPont | 6–3, 3–6, 6–3           | Doris Hart Patricia Todd |           |
| Dobles mixto         | Louise Brough John Bromwich           | 6–2, 3–6, 6–3           | Doris Hart Frank Sedgman |           |

## Cuadros Finales

### Torneo individual  femenino
| Predecesor: 1947                         | Campeonato de Wimbledon 1948 | Sucesor: 1949                                       |
| Predecesor: Torneo de Roland Garros 1948 | Grand Slam 1948              | Sucesor: Campeonato nacional de Estados Unidos 1948 |

- Datos: Q502011